# Далтон (Огайо)
Далтон (англ. Dalton) — селище (англ. village) в США, в окрузі Вейн штату Огайо. Населення — 1927 осіб (2020).

## Географія
Далтон розташований за координатами 40°47′57″ пн. ш. 81°42′14″ зх. д. / 40.79917° пн. ш. 81.70389° зх. д. (40.799211, -81.703779).  За даними Бюро перепису населення США в 2010 році селище мало площу 3,90 км², уся площа — суходіл.

## Демографія
Згідно з переписом 2010 року, у селищі мешкало 1830 осіб у 734 домогосподарствах у складі 490 родин. Густота населення становила 469 осіб/км².  Було 788 помешкань (202/км²).
Расовий склад населення:
| - 96,7 % — білих - 0,9 % — азіатів - 0,3 % — чорних або афроамериканців - 0,1 % — вихідців з тихоокеанських островів - 0,1 % — корінних американців |

До двох чи більше рас належало 2,0 %. Частка іспаномовних становила 1,5 % від усіх жителів.
За віковим діапазоном населення розподілялося таким чином: 23,9 % — особи молодші 18 років, 57,0 % — особи у віці 18—64 років, 19,1 % — особи у віці 65 років та старші. Медіана віку мешканця становила 43,4 року. На 100 осіб жіночої статі у селищі припадало 89,6 чоловіків;  на 100 жінок у віці від 18 років та старших — 85,0 чоловіків також старших 18 років.
Середній дохід на одне домашнє господарство  становив 57 394 долари США (медіана — 47 188), а середній дохід на одну сім'ю — 77 574 долари (медіана — 67 750). Медіана доходів становила 45 769 доларів для чоловіків та 34 792 долари для жінок. За межею бідності перебувало 3,8 % осіб, у тому числі 0,0 % дітей у віці до 18 років та 7,3 % осіб у віці 65 років та старших.
Цивільне працевлаштоване населення становило 812 особи. Основні галузі зайнятості: освіта, охорона здоров'я та соціальна допомога — 33,4 %, виробництво — 21,7 %, мистецтво, розваги та відпочинок — 10,0 %, роздрібна торгівля — 9,0 %.